# プノンペンの奇跡
プノンペンの奇跡（プノンペンのきせき、英語: Miracle of Phnom Penh）は、カンボジアの首都プノンペンの水道施設整備などを日本の北九州市などが主導で行った事業の俗称である。国際連合の持続可能な開発目標（SDGs）パートナーの公式ウェブサイト内においても成功事例として取り上げられている。

## 経緯
1990年代初頭まで続いたカンボジア内戦によりプノンペンの給水能力は約4割（給水時間1日10時間程度）に低下し、雑な工事による漏水や違法分岐による盗水などがひどく無収水率が1993年時点で72％にも上っていた。JICAはプノンペン市上水道整備のために調査を行い、2010年を目標年次とする「プノンペン水道事業の長期整備計画（マスタープラン）」を作成した。1994年からは、このマスタープランに沿った具体的な水道施設・設備の更新・新設、人材育成、経営改善等の支援を実施していった。水道施設としては、プンプレック浄水場の拡張・整備事業が無償資金協力（供与額約26億円）により実施された。続いてフランス、世界銀行、アジア開発銀行などが、市内の配水管の工事に投資した。2004年5月に飲用可能宣言を出し蛇口から直接、水道水を飲めるようになり、2008年にはプノンペンの無収水率は6%にまで低下した。1日10時間しか供給できていなかった水も24時間利用できるようになった。2011年にはさらに無収水率が低下し5.85％までになった。カンボジア政府から友好勲章「大十字章」が北九州市長に贈られた。